# Vonsenita
La vonsenita es un mineral del grupo de los boratos. Fue descrita por primera vez con ese nombre en 1920, a partir de ejemplares procedentes de Old City Quarry, Riverside, Riverside Co., California (USA), que consecuentemente es su localidad tipo. El nombre es un homenaje a Magnus Vonsen, coleccionista californiano de minerales. Anteriormente se habían descrito de forma incompleta otros minerales, como la paigeíta, la ferroludwigita y la breislakita que actualmente se consideran idénticos a la vonsenita.

## Propiedadades físicas y químicas
La vonsenita es un borato de hierro en forma ferrosa y férrica, que forma parte de una serie con la ludwigita, que tiene magnesio en lugar del hierro ferroso. Consecuentemente, la vonsenita suele contener siempre algo de magnesio, y también manganeso. Los átomos de hierro adyacentes en diferentes estados de oxidación pueden intercambiar electrones entre ellos. Habitualmente se encuentra formando agregados fibrosos, compactos y tenaces, aunque ocasionalmente aparece como cristales prismáticos más o menos alargados en los que pueden distinguirse caras pertenecientes a {010}, {110}, {120}, {140} y {160}.

## Yacimientos
La vonsenita aparece como agregados fibrosos y en algunos casos como cristales prismáticos más o menos definidos en skarns ricos en boro, aunque es un mineral poco frecuente. Uno de los yacimientos de este tipo más conocidos en la mina Monchi, en Burguillos del Cerro, Badajoz (España). En esta localidad suele estar asociada a magnetita granuda y a lollingita, formando grandes masas fibrosas en las que ocasionalmente se distinguen cristales con forma de prisma rómbico de hasta 1 mm de grueso. La buena calidad y pureza del material hace que se haya utilizado como referencia para determinar propiedades de la especie como la composición, el espectro de difracción de rayos X, al espectro Raman y el infrarrojo.
También se ha encontrado vonsenita en vacuolas de materiales volcánicos, formando agregados desordenados de cristales capilares o aciculares (breislakita), y ocasionalmente prismáticos bien definidos . Este tipo de material se conoce en alrededor de una veintena la localidaedes italinas de las regiones del Lacio y de Campania.